# Ігнатій Смолянин
Ігнатій (Ігнат) Смолянин — східнослов'янський руський мандрівник, белетрист XIV ст.

## Біографія
Походив зі Смоленського князівства. У 1389 році супроводжував митрополита Пімена під час його подорожі до Константинополя. Там він перебував до 1393 року, потім відвідав Єрусалим між 1393-1395 рр., а з 1396 р. оселився в монастирі на Афоні (Греція), де й помер.

## Твори[2]
Автор наступних творів:
- «Шлях від Москви до Царграду»
- «Опис Царграду»
- «Повість про Амурата і про битву на Косовому полі»
- «Розбрат візантійського імператора Іоанна IV Колояна з Мануїлом II»
- «Вінчання на царство Мануїла II»
- «Подорож в Єрусалим»
- «Опис Солунь і Св. Гори (Афона)»
- «Короткий літописець»